# Hernándo Sánchez-Mejorada
Hernándo Sánchez-Mejorada oder mit vollem Namen Hernándo Sánchez-Mejorada Rodríguez (* 30. Oktober 1926 in Pachuca; † 11. März 1988 in Mexiko-Stadt) war ein mexikanischer Kaufmann und Botaniker. Sein wissenschaftliches Hauptarbeitsgebiet war die Taxonomie der Kakteengewächse und der Dickblattgewächse. Sein offizielles botanisches Autorenkürzel lautet „Sánchez-Mej.“.

## Leben
Hernando Sánchez-Mejorada studierte in Mexiko-Stadt und an der Universität von Lexington, Mass. 1969 gab er seine kaufmännische Karriere auf, um sich ganz der Botanik zu widmen. Zunächst erhielt er am Botanischen Garten der Universität von Mexiko eine Stelle als technischer Forschungsassistent. Seine ausgedehnten Kenntnisse der mexikanischen Sukkulenten verhalfen ihm zu einer Stelle bei Helia Bravo Hollis, mit der zusammen er viele Jahre an der Überarbeitung der zweiten Auflage der Las Cactáceas de México wirkte. Er setzte sich auch nachhaltig für den Schutz der mexikanischen Kakteen und Exportregulierungen ein.
Etliche Jahre arbeitete Sánchez-Mejorada aktiv in der Mexikanischen Kakteen-Gesellschaft und der Botanischen Gesellschaft Mexikos mit, auch als Autor und redaktioneller Mitarbeiter der Zeitschrift Cactáceas y Succulentas Mexicanas.

## Dedikationsnamen
Nach Hernando Sánchez-Mejorada wurden Echeveria sanchez-mejoradae und Thelocactus sanchez-mejoradae (ein Synonym von Thelocactus leucacanthus) benannt. Der Botanische Garten Cactario Regional y Jardin Botanico "Hernando Sanchez Mejorada" del Instituto Tecnologico y de Estudios Superiores de Monterrey Campus in Querétaro trägt seinen Namen.

## Werke (Auswahl)
- (zusammen mit Helia Bravo Hollis): Las Cactaceas de Mexico. Universidad Nacional Autonoma de Mexico, ISBN 968-36-1758-1 (968-36-1758-1).
- (zusammen mit Helia Bravo Hollis, L. Ulises Guzman C. und A. Salvador Arias M.): Claves para la Identificacion de las Cactaceas de Mexico. Sociedad Mexicana de Cactologia, ISBN 968-6430-00-8 (968-6430-00-8).